# 耳血腫
耳血腫（じけっしゅ、英:aural hematoma, hematoma auris, orthematoma）とは耳介の皮膚と軟骨の間に血様液が貯留することにより生じる血腫。イヌとネコで発生する。皮膚病や外耳炎などにより頭部の震盪や耳を掻く際に血管が損傷することが原因と考えられるが、全ての事例で該当するわけではなく正確な発生機序は不明である。耳介の内側の隆起が認められ、多くは自然治癒するが、治癒後の外観が美容上問題となる。治療としては持続的な排液のためにカニューレの設置、切開による排液の後に死腔が無くなるように縫合などが行われる。

## カリフラワー耳

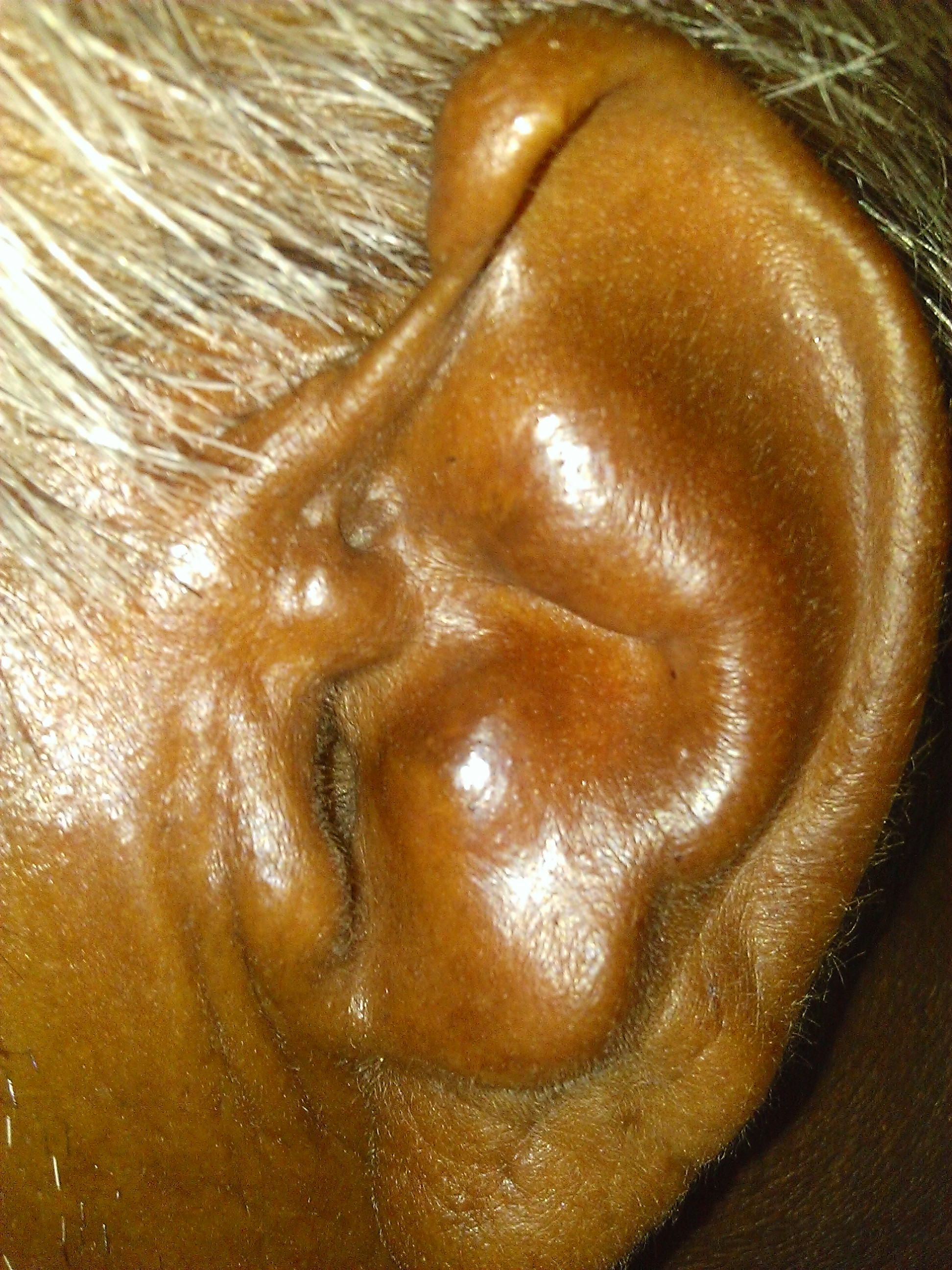
カリフラワー耳

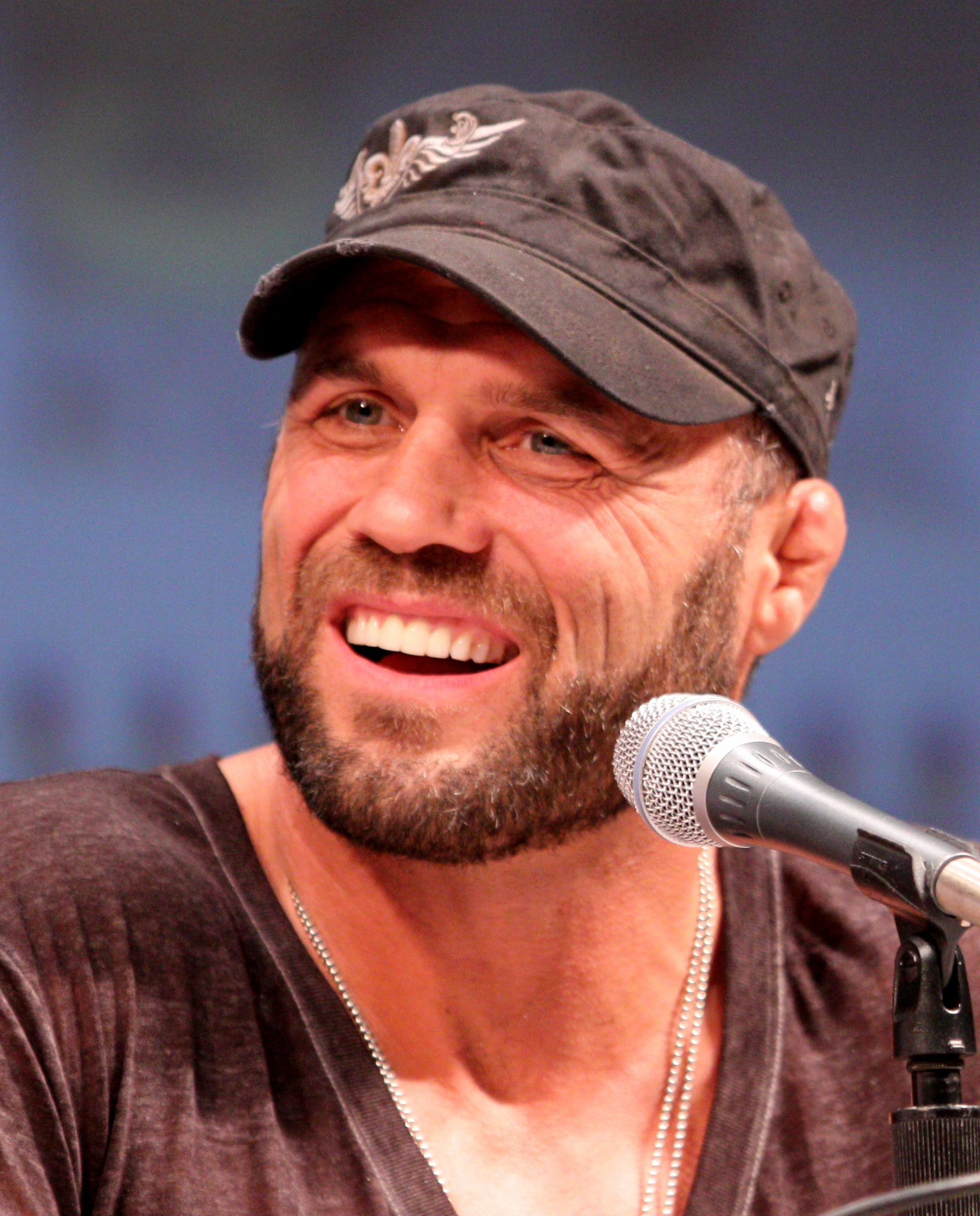
レスリング出身の総合格闘家ランディ・クートゥアの耳

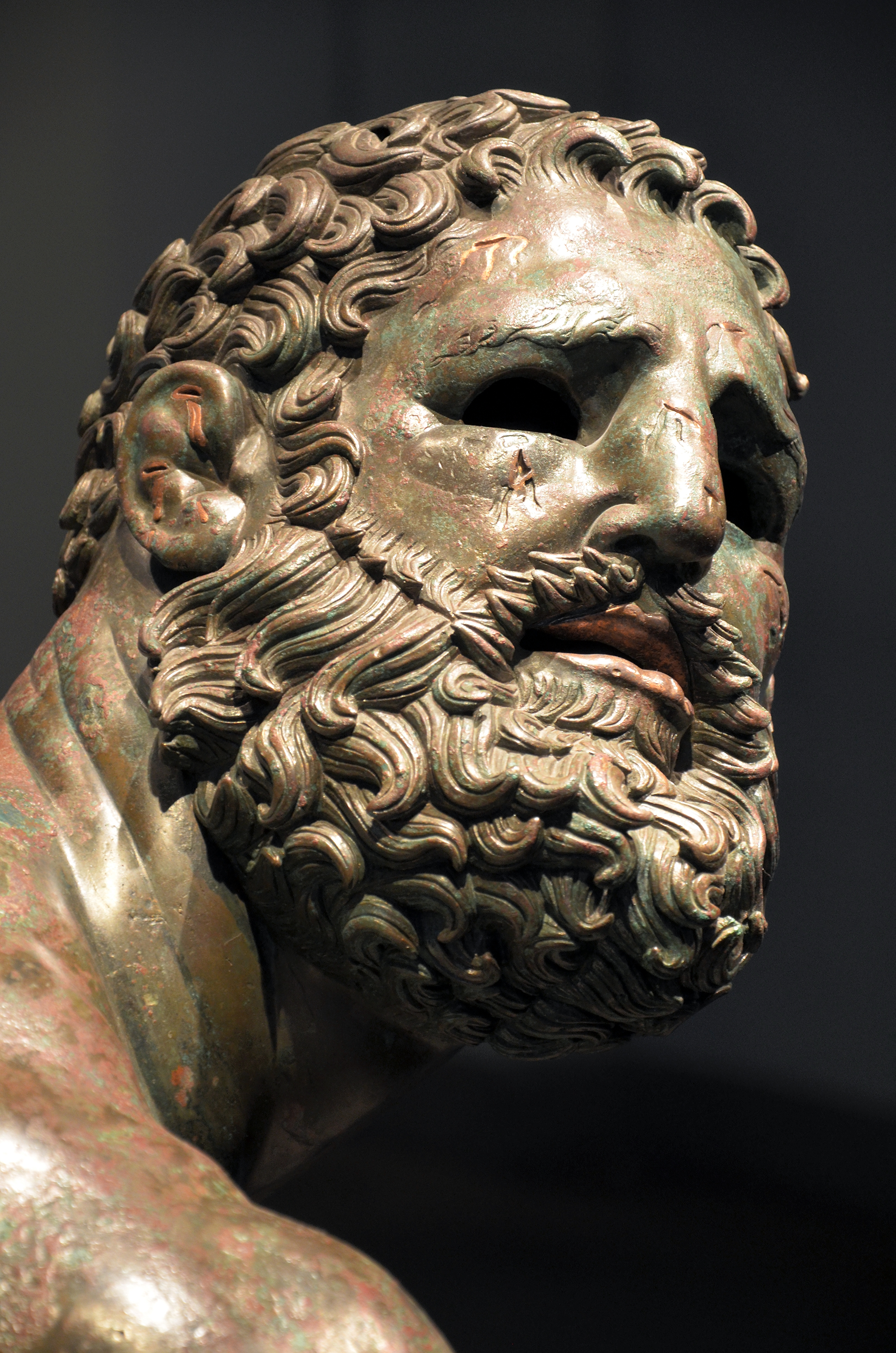
古代ギリシアの彫刻Boxer at Rest

人にできる場合は主に耳介血腫と呼ばれる。慢性化して瘤状になった場合には、その独特の見た目から「カリフラワー耳」や「餃子耳」、あるいは繰り返し摩擦や打撲を受けるラグビーや格闘技選手に患者が多いことから「柔道耳」や「レスリング耳」などとも呼ばれる。紀元前に作られた古代ギリシアのボクシング選手の彫刻にも描写されている。
19世紀の香港のアヘン窟では、木製の枕での摩擦により罹患者が増加した。